# VII Всеукраїнська конференція КП(б)У
VII Всеукраїнська конференція КП(б)У — конференція Комуністичної партії (більшовиків) України, що відбулася 6–10 квітня 1923 року в Харкові.
На конференції були присутні 224 делегати з ухвальним і 40 із дорадчим голосом, які представляли 56 415 членів партії і 14 972 кандидати у члени партії.

## Порядок денний конференції
1. Доповідь про завдання XII з'їзду РКП(б).
2. Політичний звіт ЦК КП(б)У.
3. Організаційний звіт ЦК КП(б)У.
4. Звіт ЦКК КП(б)У.
5. Доповідь ЦК КСМУ.
6. Організація державної промисловості.
7. Сільськогосподарська і податкова політика.
8. Національні моменти в радянському і партійному будівництві.
9. Вибори керівних органів КП(б)У.

## Керівні органи партії
Обрано Центральний Комітет у складі 25 членів та 7 кандидатів у члени ЦК, Центральну Контрольну комісію в складі 15 членів та 3 кандидатів, Ревізійну комісію КП(б)У в складі 3 членів та 1 кандидата.

## Члени ЦК КП(б)У
- Булат Іван Лазарович
- Владимирський Михайло Федорович
- Діманштейн Семен Маркович
- Затонський Володимир Петрович
- Іванов Андрій Васильович
- Квірінг Емануїл Йонович
- Кіркіж Купріян Осипович
- Клименко Іван Євдокимович
- Кузнецов Степан Матвійович
- Лебідь Дмитро Захарович
- Логинов Володимир Федорович
- Ляпін Зиновій Федорович
- Майоров Михайло Мойсейович
- Мануїльський Дмитро Захарович
- Ніколаєнко Іван Гнатович
- Новиков Микола Фролович
- Петровський Григорій Іванович
- Поляков Василь Васильович
- Радченко Андрій Федорович
- Раковський Христіан Георгійович
- Рухимович Мойсей Львович
- Скрипник Микола Олексійович
- Угаров Федір Якович
- Фрунзе Михайло Васильович
- Чубар Влас Якович

## Кандидати в члени ЦК КП(б)У
- Доброхотов Микола Федорович
- Завіцький Герман Михайлович
- Іванов Василь Іванович
- Корнюшин Федір Данилович
- Кремницький Федір Іванович
- Магідов Борис Йосипович
- Шумський Олександр Якович

## Члени Центральної Контрольної комісії КП(б)У
- Вєтошкін Михайло Кузьмич
- Дуганов Михей Семенович
- Єрмощенко Веніамін Йосипович
- Затон Федір Леонідович
- Кін Павло Андрійович
- Ляк Олександр Аркадійович
- Макар (Жвіф) Олександр Михайлович
- Манцев Василь Миколайович
- Медведєв Олексій Васильович
- Мухін І.А.
- Муценек Ян Янович
- Покко Сильвестр Іванович
- Реут Михайло Венедиктович
- Татько Пилип Петрович
- Щеглов Костянтин Пахомович

## Кандидати в члени Центральної Контрольної комісії КП(б)У
- Грязєв Іван Якович
- Дубовий Наум Іпатійович
- Шишко Михайло Іванович

## Члени Ревізійної комісії КП(б)У
- Гальперін Рудольф Володимирович
- Познанський Яків Мойсейович
- Равич-Черкаський Мойсей Юхимович

## Кандидат в члени Ревізійної комісії КП(б)У
- Ейнштейн Карл Михайлович